# 克拉科夫穹
62°7′S 58°15′W / 62.117°S 58.250°W

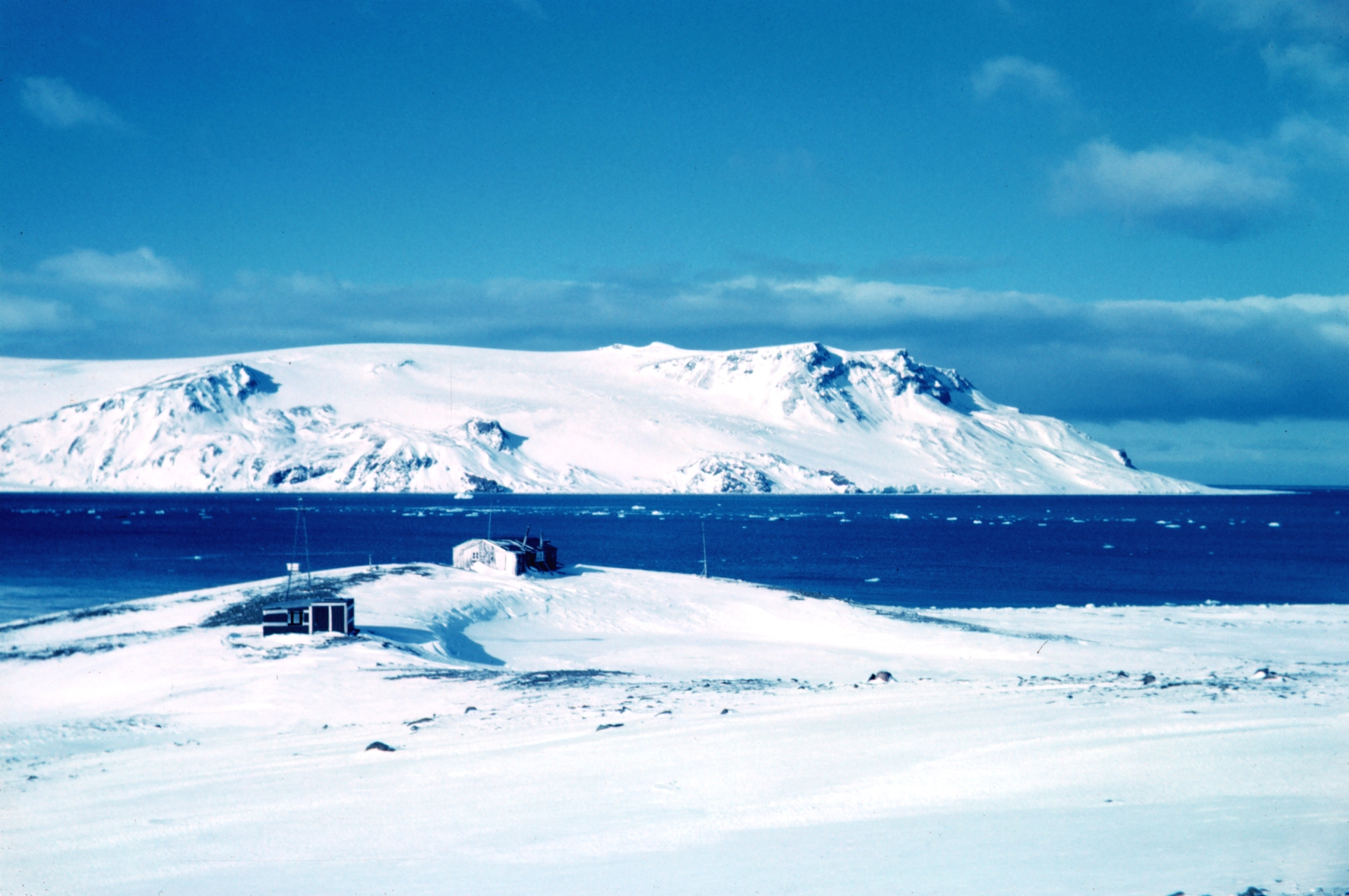

克拉科夫穹（英語：Kraków Dome）是南極洲的冰穹，位於南設得蘭群島的喬治王島，處於克拉科夫半島，在1980年由波蘭探險隊以舊都克拉科夫命名，現時由南極條約體系管理。